# Hyperoglyphe
Hyperoglyphe is een geslacht van straalvinnige vissen uit de familie van Centrolophidae. Het geslacht is voor het eerst wetenschappelijk beschreven in 1859 door Günther.

## Soorten
- Hyperoglyphe antarctica (Carmichael, 1819)
- Hyperoglyphe bythites (Ginsburg, 1954)
- Hyperoglyphe japonica (Döderlein, 1884)
- Hyperoglyphe macrophthalma (Miranda-Ribeiro, 1915)
- Hyperoglyphe perciformis (Mitchill, 1818)
- Hyperoglyphe pringlei (Smith, 1949)